# Замковий костел Святої Трійці (Бережани)
Замковий костел Святої Трійці розміщений на території замку міста Бережани Тернопільської області. Споруджений як родинна усипальня роду Сенявських, котрі володіли замком і містом. Внесений до Реєстру пам'яток України національного значення як Троїцький замковий костел-усипальниця з охоронним номером 641/2 (ID 61-204-0005).

## Історія
Замок у формі п'ятикутника збудували до 1554 року на невеликому острові посеред заплави ріки Золота Липа на схід від міста. Замок належав до найбільших на теренах України і найкраще захищених. За розкіш у період розквіту його звали малим Вавелем.
Каплицю збудували біля південно-західного муру замку неподалік житлового корпусу. Час її закладення достовірно невідомий. За однією з версій це відбулось 1525 року. За іншою, помилковою, фундацію каплиці у 1551 році приписували Янові Сенявському.
Члени роду Сенявських стали протестантами і на певний час у Бережанах костел був перетворений на кальвінський збір. Невідомо, чи це стосувалось і парафіяльного, і замкового костелів, чи одного з них.
За легендою першими у каплиці знайшли спочинок Микола (1489—1569) та Єроним Сенявські (1519—1582), які були протестантами і перед смертю повернулись до католицького обряду під впливом дружин. Після 1574 року біля головного вівтаря у апсиді встановили перший надгробок Анни Сенявської з Мацейовських і її сина Єжи (Юрія), що була третьою дружиною руського воєводи Єронима Сенявського. Після 1582 року у апсиді встановили подвійний надгробок Миколи та Єронима Сенявських, виконаний Генріхом Горстом. 1584 року встановили надгробок львівського каштеляна Яна Сенявського (пом. 1583 р.), брата Єронима. Автором надгробку Владислав Лозинський вважав Генріха Горста. Однак Мечислав Ґембарович, посилаючись на не надто досконале виконання фігур, вважав Горста лише автором архітектурної конструкції надгробку, а самим автором фігури Яна Сенявського — Себастьяна Чесека.
Значні зміни у вигляді костелу настали після смерті коронного підчашого Адама Єронима Сенявського (пом. 1619  р.), для якого вдова Катажина Костка фундувала у 1625 році будівництво правої каплиці з купольним завершенням біля нави костелу, яку освятив 3 лютого 1626 рокульвівський архієпископ РКЦ Ян Порохницький (Прухніцький). Вдова також заповіла кошти на утримання костелу, що пізніше доповнили її син Микола (1628 р.) та дружина Адама Миколи Ельжбета Гелена Сенявська з Любомирських (1728 р.). Завдяки фундації при костелі перебували препозит, два священики, два мансионарії. Ельжбета Гелена спровадила монахів-комуністів (бартоломітів), які відкрили у замку семінарію. Після знищення вогнем їхнього будинку у Бережанах вони жили у п'ятикутній вежі замку, прилеглих замкових покоях до розпуску конгрегації в 1782 році.
Основним внеском Ельжбети Гелени була фундація будівництва лівої каплиці для її чоловіка Адама Миколи та нового прясла нави з новим фасадом. Будівництвом керував капітан Якоб де Логау. 29 лютого 1728 року його вдова[джерело?] передала на будівництво перші 2000 злотих. Після смерті Е. Г. Сенявської спорудженням каплиця зайнялась їхня донька Марія Зофія Денгофф. Пробст відмовився освятити наріжний камінь каплиці без згоди львівського суфрагана Єронима Єловецького, до якого Логау написав спеціального листа і у вересні 1729 року почав закладати фундамент. У березні 1730 року каплицю перекрили дахом. Так костел отримав завершений вигляд у формі хреста. Влітку 1730 року розпочали оздоблення інтер'єрів, але роботи гальмував постійний брак коштів, адже після смерті в 1726 році Адама Миколая Сенявські покинули замок.
При візитації архієпископа Миколая Вижицького 1741 року у костелі було чотири вівтарі — вівтар Святої Трійці і святої Катерини Сієнської (1625 р.), зліва вівтар Матері Божої Ласкавої, пошкоджений при будівництві каплиці, у правій каплиці мармуровий вівтар Благовіщення і малий вівтар Матері Божої Болісної. У костелі було багате срібне оздоблення, літургічне начиння, 6 натрунних портретів Сенявських, образи. В 1766 році ліва каплиця ще не була завершена.

### Світлини

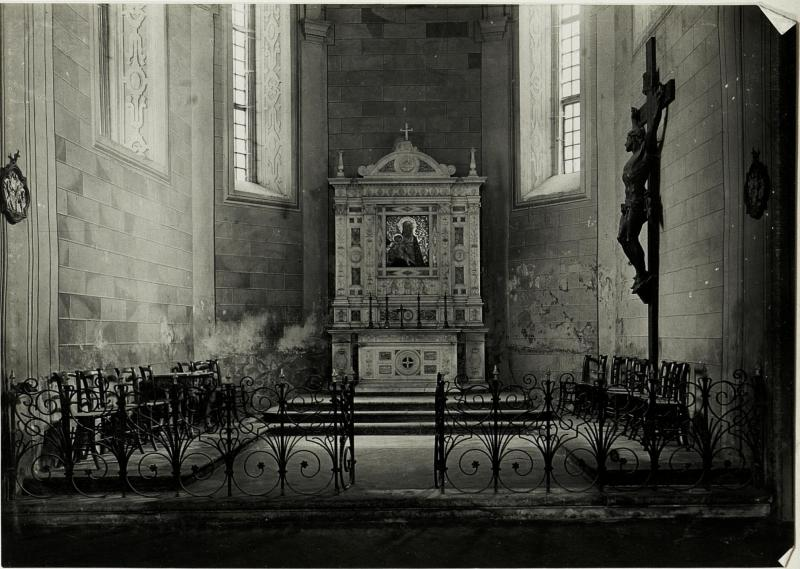
Головний вівтар, 1915 р.
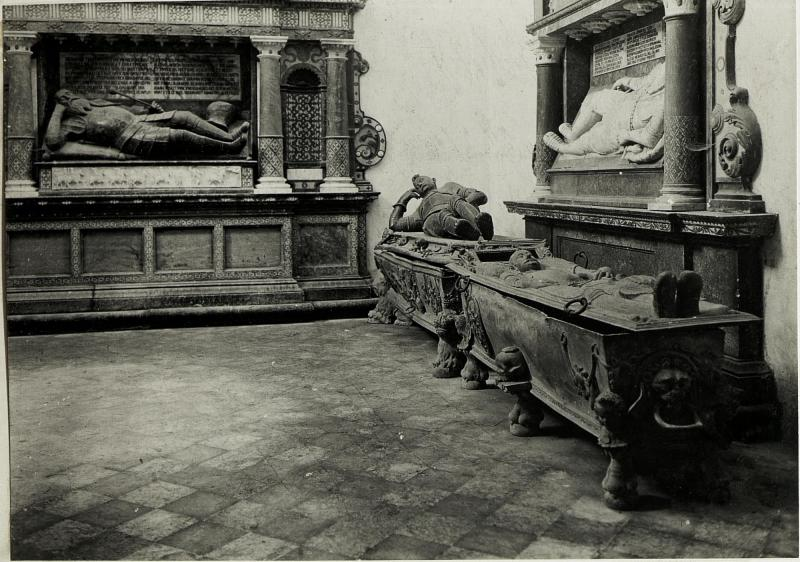
Східна каплиця, саркофаг гетьмана Миколи Сенявського (позаду), 1915 р.
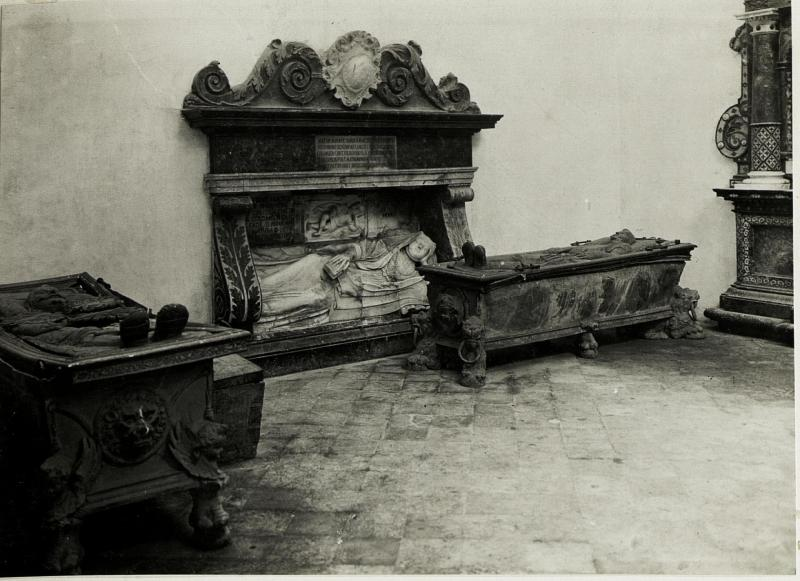
Надгробок Барбари-Анни і Юрія Сенявських, 1915 р.
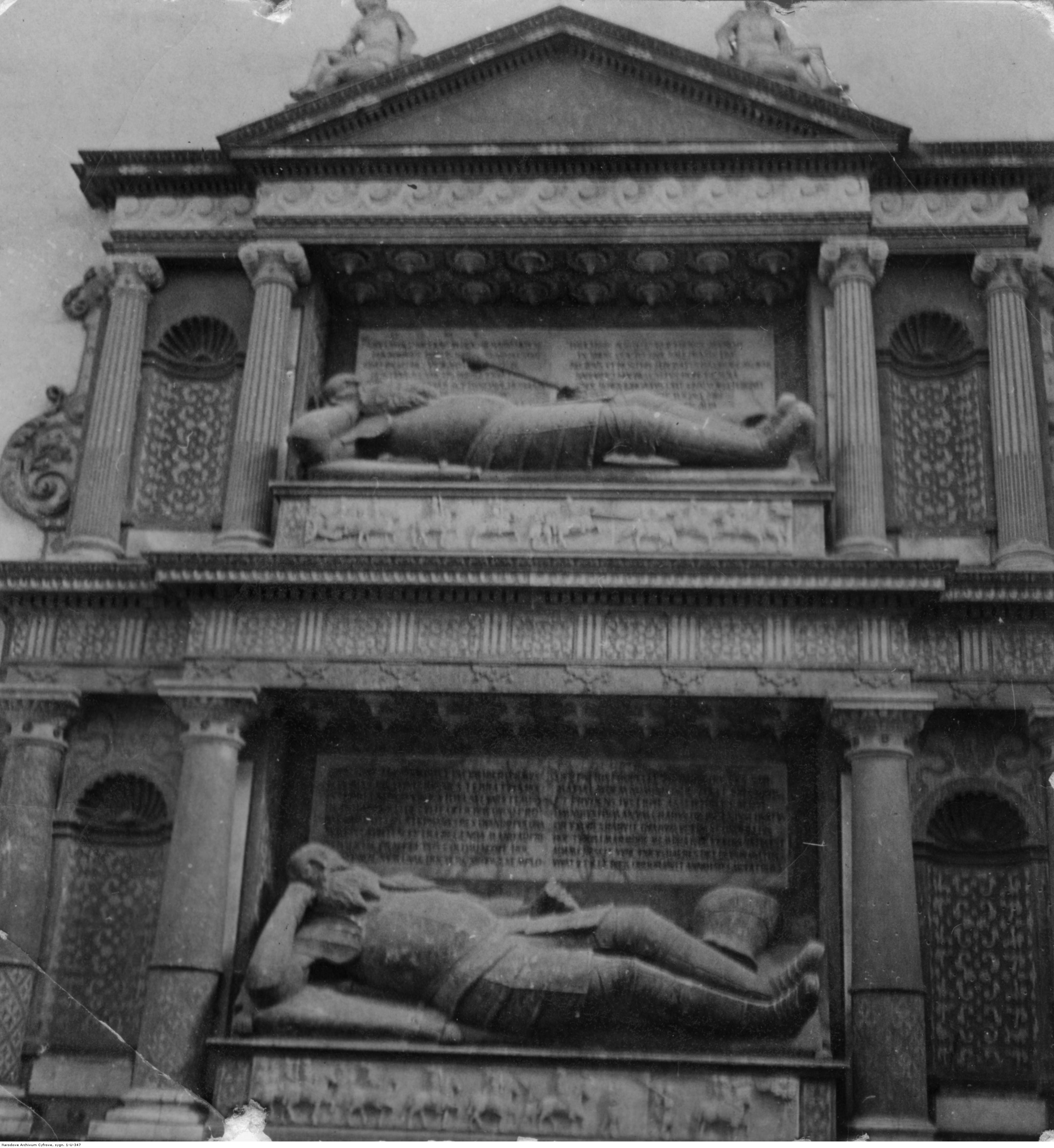
Надгробок Миколи та Єронима Сенявських, 1915 р.
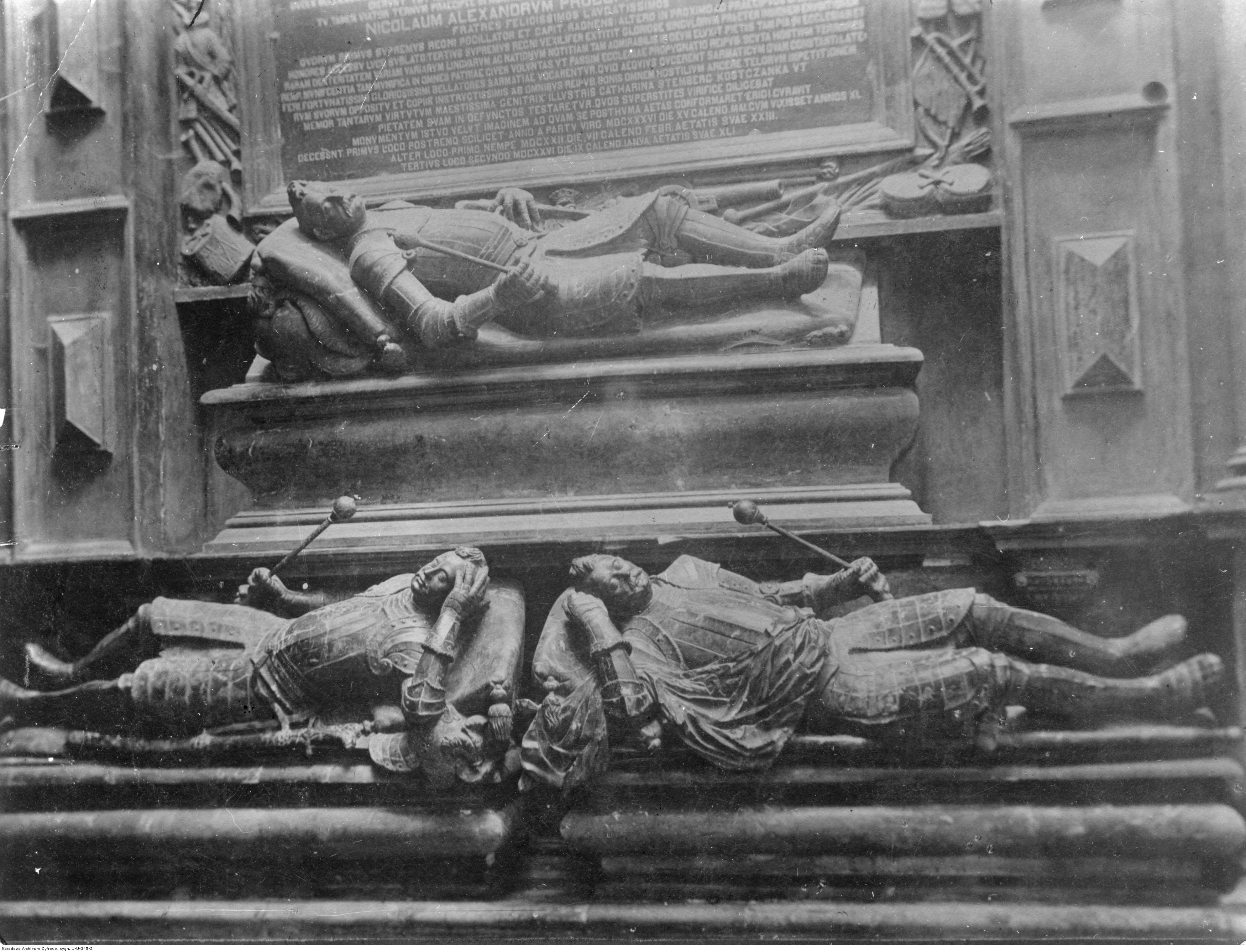
Фрагмент надгробку Олександра, Прокопа, Миколи Сенявських.

### Занепад
Згідно декрету цісаря Йозефа ІІ від 15 квітня 1782 року усі пробоства, що не вели діяльності серед населення, підлягали закриттю. Костел закрили, церковну утвар роздали бідним парафіям. Наприкінці 1783 губернаторство доручило уряду в Золочеві оцінити срібні речі в костелі, що не відносились до церковного утвару. Спочатку влада вимагала у власниці Бережан княгині Ізабели Любомирської (донька Марії Софії) заплатити вартість срібних речей у 477 флоринів 40 4/8 крейцерів. Але комісар Цішковський на це не погодився і попри старання княгині срібні предмети переплавили і передали до релігійного фонду. Решту майна костелу розпродали на аукціоні 16 серпня 1784 року за 75 907 ринських. До церкви Святої Трійці у Бережанах передали ікони з вівтарів Святої Трійці (1811  р.), Матері Божої Сніжної (1831 р.).
На початку XIX століття частину замку пристосували під казарми, частину під бровар. Корнель Уєйський публічно ствердив у 1861 році, що власник — граф Александер Потоцький — віддав єврейським підприємцям костел віддали в оренду під склад горілки та хмелю. Під час Кримської війни 1853–1856 років у замку стояли баварські гусари, які в костелі влаштували склад військового спорядження. Через вологу, вандалізм було знищено 2 вівтарі, пошкоджено надгробки, які гусари мали рубати шаблями. Через обвал стелі крипти правої каплиці пограбували саркофаги.

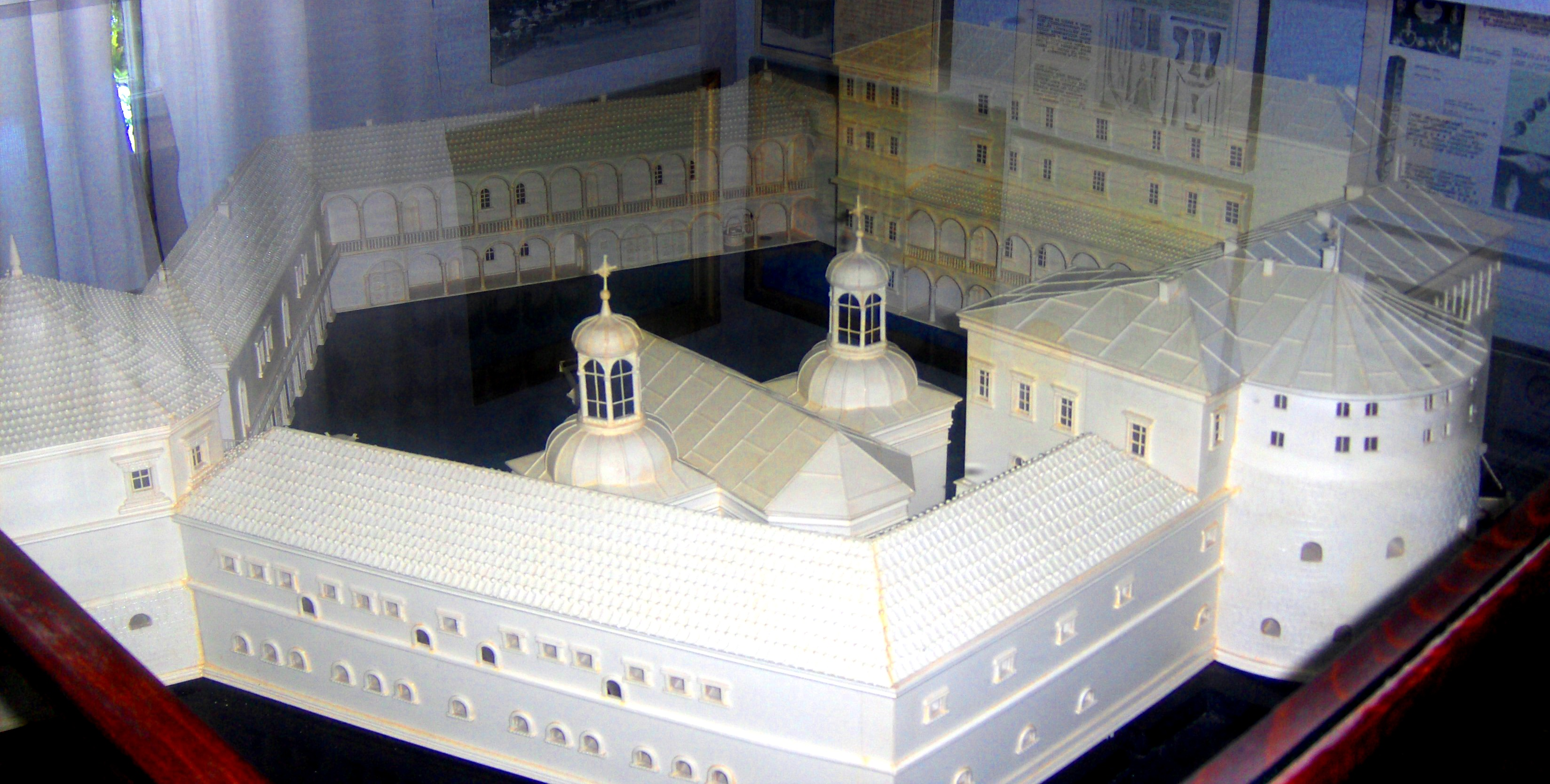
Костел на макеті замку

1876 року граф Станіслав Потоцький вирішив ґрунтовно відновити костел, що завершили за два роки. Роботами керував професор Львівської політехніки Леонард Марконі. Крім осушення мурів, відновлення пошкодженої ліпнини, надгробків було здійснено перепланування. Надгробки з апсиди перенесли до лівої каплиці, де помістили 4 цинкові саркофаги з крипти. Портал входу до каплиці оздобили розписами. Апсиду і неф розписав флорентійський художник Енріко Конті. У вівтарі правої каплиці встановили привезене з Парижу бронзове Розп'яття. Встановили основу нового неоренесансного головного вівтаря, який лежав упакований до монтажу 1901 року. У ньому був образ Матері Божої з Дитиною, виконаний з мозаїки. Вартість реставрації винесла 12.000 ринських. Та покинутий костел знову почав занепадати. Власник Бережан Якуб Ксаверій Александер Потоцький на початку XX ст. передав декотрі літургійні речі із замкового костелу до новозбудованого костелу Нараєва.
Через загрозу обвалу 1908 військо покинуло замок. Для вияснення ситуації до Бережан прибув намісник Галичини Анджей Казімєж Потоцький. Перед його візитом 8 робітників терміново впорядковували занепалий костел від уламків ліпнини, тинку, надгробків. Одного робітника призначили для нагляду над замком, костелом. У час боїв Першої світової війни російська артилерія знищила південно-східний наріжник замку (1916, 1917). У костелі один набій пробив склепіння над хором, був пошкоджений уламками набоїв фасад, дахи. У серпні 1920 до Кракова вивезли цинкові саркофаги, які потім перевезли до замку Пєскова Скала.
Після війни власник Я. К. А. Потоцький подарував напівзруйнований замок Війську Польському, що займало збережені корпуси. У замку знаходились казарми 51-го піхотного полку прикордонних стрільців, чий командир полковник Станіслав Відацький висунув ідею відновлення замку силами війська. Проект відбудови замку станом на 1755 рік розробив 1933-го Іван Багенський. Його розглядали у військовому відомстві, але не почали реалізовувати. У костелі через уламки неможливо було відкрити вхід до крипт. Через критику в пресі була створена комісія під головуванням тернопільського воєводи Альфреда Білика, яка мала зібрати кошти для реставрації.

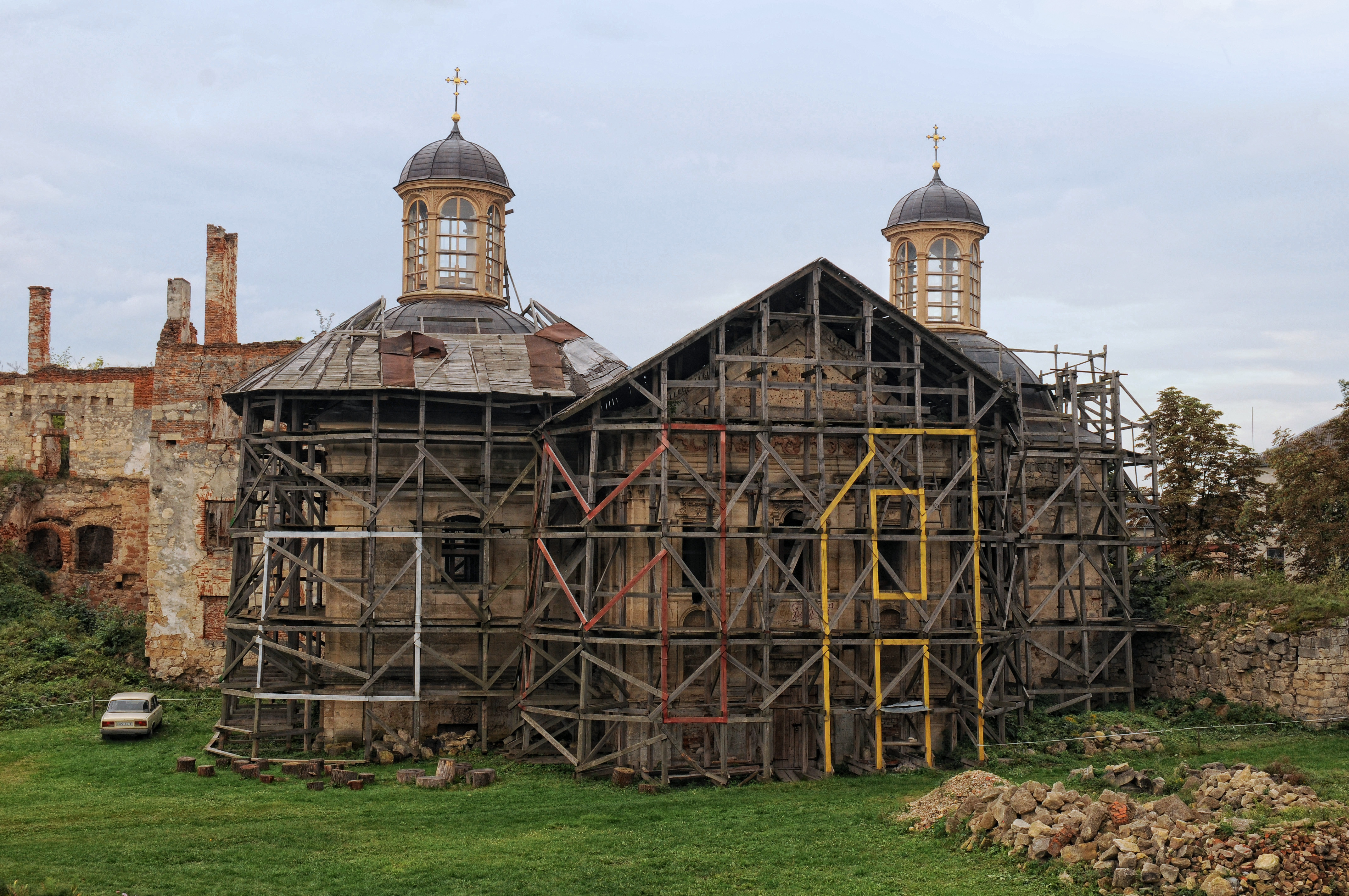
Вигляд костелу після обвалу 2005

У вересні 1939 червоноармійці почали нищити надгробки, вівтарі, зокрема стріляли в мозаїчний образ у головному вівтарі. При відступі з міста 1 липня 1941 було підірвано запаси набоїв у башті, що пошкодило мури костелу. 1943 року з ініціативи пароха парафіяльного костелу замковий костел покрили металевим дахом з розбитих будівель. У післявоєнний період замок був покинутий, що лише прискорило занепад костелу. Частину нагробків було врятовано від повного знищення шляхом вивезення до Львівської галереї мистецтв і сьогодні вони перебувають у сховищі фондів в Олеську.
Наприкінці 1980-х одне з підприємств Львова бажало профінансувати відновлення замку для отримання прибутків з готельного комплексу, але скоро воно само стало банкрутом. За його кошти 1990 було розроблено проект перетворення замку на готельно-відпочинковий комплекс, який не був реалізований, а 1999 замок внесли до переліку архітектурних об'єктів України, що підлягають відновленню. 2001 року було створено історично-архітектурний заповідник і було закрито вільний вхід на територію замку. 2005 обвалилась значна частина склепіння нефу, після чого зовні та всередині встановили дерев'яні підпорки. До 2007 каплиці покрили тимчасовими дахами, а неф донині стоїть без покриття. 2011 року завалилась прилегла до костелу стіна замку. Вхід до каплиці закритий.

## Костел
Костел збудували з каміння і цегли, покритих тинком. Він не є канонічно орієнтованим. Апсида спрямована на південний схід. Спочатку була збудована однопрясловий неф з однопряслової тригранною апсидою. Неф отримав хрестове склепіння, апсида напівциркульне з розпалубками.
Їх покривав двосхилий дах з сигнатуркою. Під апсидою розмістили шестикутну крипту. Добудована у XVII ст. каплиця мала довжину рівну пряслу нефу, у стіні якої облаштували великий прохід з білокам'яним декором з розетками в кесонах, геометричними композиціями і орнаментами. Купол каплиці і нефу багато оздоблено стюковою ліпниною. Ззаду каплиці розміщено захристію. Декор каплиці і нефу імовірно виконав Йоган Пфістер. У наріжнику нефу поміж апсидою і каплицею пробили прохід до крипти. Каплиця XVIII ст. була збудована коротшою за неф, але її зовнішній декор з пілястрою, вікном з напівкруглим завершенням відповідає декору головного фасаду костелу з елементами стилю бароко.

Внутрішній вигляд каплиці у 2004 році

Головний фасад виконали у поєднанні ренесансно-барокових елементів з розкріпованим антаблементом, що опирався на пілястри з капітелями, фронтоном з пласким рельєфом на полі тимпану. Його розчленовано по вертикалі коринфськими пілястрами на три площини. Внизу фасаду виступає потужний цоколь, акцентований Цокольним карнизом. У його центральній частині проріз дверей обрамлено профільованою лиштвою, як і невеликі вікна крипти по сторонах. Решта фасаду ділиться візуально на три горизонтальні частини. Нижню частину у бічних площинах оздоблено фігурами св. Миколая і св. Станіслава, розміщеними у нішах, а у центральній верхню частину прорізу дверей, завершеною розірваним лучковим сандриком. У середній частині фасаду розміщено вікна — прямокутні з боків, з напівкруглим завершенням посередині. Вікна обрамлені невеликими пілястрами, трикутні сандрики яких розміщені у верхній частині фасаду, яку займає розвинений антаблемент. Західна каплиця зовні позбавлена декору, її площину прорізано лише круглим вікном. Обидві каплиці завершені куполами з великими світловими ліхтарями, дах нефу сиґнатуркою.
Над декором давнішої західної каплиці працював Йоган Пфістер (1573—1648), виконавши надгробки Адама-Ієронима Сенявського (1619), його синів Миколи, Олександра, Прокопа. У так і незавершеній східній каплиці встановили 1878 надгробки з апсиди Миколи, Яна, Ієронима, Анни Сенявських і саркофаги з крипт.
Костел відносився до найкращих ренесансних усипальниць Речі Посполитої і є унікальним для України.